# 紀元前395年
紀元前395年（きげんぜん395ねん）は、ローマ暦の年である。
当時は、「コッスス、メドゥリヌス、スキピオ、フィデナス、アンブストゥス、ラクトゥキヌスが執政武官に就任した年」として知られていた（もしくは、それほど使われてはいないが、ローマ建国紀元359年）。紀年法として西暦（キリスト紀元）がヨーロッパで広く普及した中世時代初期以降、この年は紀元前395年と表記されるのが一般的となった。

## 他の紀年法
- 干支 : 丙戌
- 日本
  - 皇紀266年
  - 孝昭天皇81年
- 中国
  - 周 - 安王7年
  - 秦 - 恵公5年
  - 晋 - 烈公21年
  - 楚 - 悼王7年
  - 斉 - 康公10年
  - 燕 - 簡公20年
  - 趙 - 武公5年
  - 魏 - 武侯元年
  - 韓 - 烈侯5年
- 朝鮮
  - 檀紀1939年
- ベトナム :
- 仏滅紀元 : 150年
- ユダヤ暦 :

## できごと

### ペルシア帝国
- アケメネス朝ペルシア帝国のサトラップ（太守）ティッサフェルネスと敵対していたパリュサティス（小キュロスの母）は、アルタクセルクセス2世を説得し、フリギア（現在のトルコ）のコロサイで、ティッサフェルネスを処刑させた。パリュサティスは、ティッサフェルネスが亡き愛息キュロスに対して惨い仕打ちをしたことが赦せなかったのである。
- 一冬をかけて騎兵隊を編成したスパルタ王アゲシラオス2世は、春の訪れとともにリュディアを侵略した。
- ティッサフェルネスに代わってティトラウステスがペルシア勢の指揮者となり、ティトラウステスとアゲシラオス2世の間で休戦協定が結ばれた。ティトラウステスはスパルタ勢に金を渡し、北方のファルナバゾス2世の太守領へと転進するよう買収した。
- アゲシラオス2世の軍は、まともには敗れないと考えたファルナバゾスは、アゲシラオス2世が帰国せざるをえなくなるように、ギリシア本土でトラブルが生じるよう働きかけることにした。ファルナバゾスは、ロドスのティモクラテス (Timocrates of Rhodes) を、アテナイ、テーバイ、コリントス、アルゴスに派遣し、これら諸都市で反スパルタの感情を煽り、スパルタに反抗して行動するよう煽動した。ティモクラテスは各都市それぞれに、反スパルタ政策を掲げる力強い派閥を説得によって作り上げることに成功した。

### ギリシア
- コリントス戦争（紀元前395年 - 紀元前387年）
  - 背後にアケメネス朝ペルシア帝国の支援を受けたアテナイ、テーバイ、コリントス、アルゴスは、スパルタに対してコリントス戦争を始めた。スパルタ人たちは、この新たな反スパルタ同盟に対して軍を送る準備を進め、アゲシラオス2世にギリシアへの帰還を求めた。アゲシラオス2世は、ヘレスポントス（ダーダネルス海峡）を渡り、トラキアを西へ進んでスパルタに向かった。
  - スパルタは新たに2つの軍勢を編成し、ひとつを将軍リュサンドロスが、もうひとつをスパルタ王パウサニアスが率いた。ボイオーティアの町ハリアルトス (Aliartos) の近くで合流し、この町を攻める手筈になっていた。パウサニアスより早く現地に到着したリュサンドロスは、途中でオルコメノス (Orchomenus) の町を説得してボイオーティア同盟へ反旗を翻させてから、軍を率いてハリアルトスへ進軍した。しかし、ハリアルトスの城壁に自軍を接近させ過ぎたリュサンドロスは、戦闘で討ち死にした。
  - スパルタ軍とテーバイ軍の間で戦われたハリアルトスの戦い (Battle of Haliartus) は、決着がつかないままに終わった。一日遅れて到着したパウサニアスは、停戦を行なってスパルタ側の戦死者の遺体を引き上げ、スパルタに帰還した。帰還後、パウサニアスは、裁判にかけられ、死刑を求刑されたが、判決が下る前にテゲアへ逃亡した。パウサニアスに代わり、その息子アゲシポリス1世がスパルタ王の後を継いだ。

## 死去
- リュサンドロス - スパルタの将軍、提督
- ティッサフェルネス - ペルシア帝国のサトラップ（太守）